# William Thaddeus Coleman

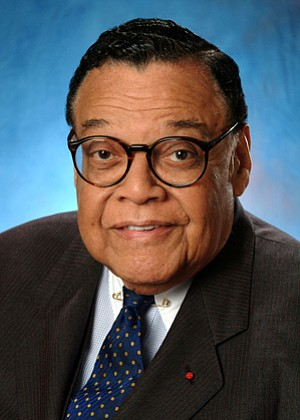
William Thaddeus Coleman (1975)

William Thaddeus Coleman, Jr. (* 7. Juli 1920 in Philadelphia, Pennsylvania; † 31. März 2017 in Alexandria, Virginia) war ein US-amerikanischer Rechtsanwalt, Politiker der Republikanischen Partei, Verkehrsminister der Vereinigten Staaten und Wirtschaftsmanager.

## Leben und Wirken
Nach dem Schulbesuch studierte er an der University of Pennsylvania und erwarb dort 1941 einen Bachelor of Arts (B.A.). Während des Zweiten Weltkrieges leistete er seinen Militärdienst im US Army Air Corps. Ein anschließendes Postgraduiertenstudium der Rechtswissenschaft an der Law School der Harvard University schloss er 1946 mit einem Bachelor of Laws (LL.B.) ab.
Nach seiner Zulassung zum Rechtsanwalt im Bundesstaat Pennsylvania (Pennsylvania State Bar) im Jahr 1947 wurde er Protokollführer (Clerk) von Herbert Funk Goodrich, einem Richter am 3. Bundesappellationsgericht (United States Court of Appeals) und Direktor des American Law Institute von 1947 bis 1962. Im Anschluss war er 1948 Protokollführer von Felix Frankfurter, einem langjährigen Beisitzenden Richter (Associate Judge) am Obersten Gerichtshof der Vereinigten Staaten.
Danach war er viele Jahre als Rechtsanwalt Partner der Anwaltskanzlei Dilworth Paxson in Philadelphia, die 1933 vom ehemaligen Bürgermeister von Philadelphia Richardson Dilworth gegründet wurde. Während dieser Zeit engagierte er sich als Mitglied zahlreicher juristischer Berufsverbände und Interessenvertretungen wie der American Bar Association, der American Arbitration Association, dem American College of Trial Lawyers sowie dem American Law Institute. Als Afroamerikaner war er darüber hinaus Mitglied im Exekutivkomitee der National Association for the Advancement of Colored People (NAACP).
Am 7. März 1975 ernannte ihn US-Präsident Gerald Ford als ersten Afroamerikaner zum Verkehrsminister (US Secretary of Transportation) in dessen Kabinett und damit zum Nachfolger von Claude Brinegar, der auf eine erneute Berufung zum Minister verzichtet hatte. Coleman behielt diesen Posten bis zum Ende von Fords Präsidentschaft am 20. Januar 1977.
Nach seinem Ausscheiden aus der Regierung wechselte er in die Privatwirtschaft und war Vorstandsmitglied der American Stock Exchange, der First Pennsylvania Corporation, Pan American World Airways, Penn Mutual Life sowie der Philadelphia Electric Company. Daneben engagierte er sich im Council on Foreign Relations und als Treuhänder (Trustee) der Brookings Institution, der Rand Corporation sowie der Gerald R. Ford Foundation.
Für seine gesellschaftlichen und politischen Verdienste wurde ihm am 29. September 1995 die Presidential Medal of Freedom verliehen, neben der gleichrangigen Congressional Gold Medal eine der beiden höchsten zivilen Auszeichnungen der Vereinigten Staaten. Außerdem war er seit 1993 Mitglied der American Academy of Arts and Sciences und seit 2001 der American Philosophical Society.
Trotz seiner Mitgliedschaft in der Republikanischen Partei war er 2008 Unterstützer der Präsidentschaftskandidatur des Demokraten Barack Obama. 2010 erhielt er von der Boston University den Honorary Doctor of Laws.
Seit dem Tod von Otis R. Bowen war Coleman der älteste noch lebende frühere US-Minister.